# Besættelsen
 For alternative betydninger, se Besættelse. (Se også artikler, som begynder med Besættelse)
Besættelsen af Danmark under 2. verdenskrig indledtes, da Nazi-Tyskland med Operation Weserübung-Süd den 9. april 1940 besatte et neutralt Danmark, der efter en kortvarig konflikt overgav sig til den tyske besættelsesmagt. Den tyske besættelse af Danmark skyldes en række strategiske årsager som sikringen af jernmalms-transporten fra Norge, sikringen af danske landbrugsvarer til at forsørge den tyske befolkning, hvilket viste sig at være meget vigtigt for, at tyskerne kunne brødføde sin befolkning senere i krigen, og opsættelsen af en række forsvarsværker som Atlantvolden. Den danske regering havde indstillet modstanden mod de tyske styrker mindre end to timer efter invasionen af frygt for bombardementer af tæt befolkede områder som København.
Regeringen og de fleste offentlige danske institutioner fortsatte med at fungere relativt uændret under første del af besættelsen, hvor den danske regering samarbejdede med den tyske besættelsesmagt. Tyskerne havde gennem hele besættelsen en fast styrke på op imod 100.000 soldater udstationeret i Danmark.
I august 1943 gik regeringen af, efter at tyskerne havde stillet en række krav efter omfattende arbejdsnedlæggelser i landet. Herefter blev hverdagen vanskeligere for befolkningen som følge af af den stadigt dårligere forsynings-situation og af den voksende modstand mod besættelsesmagten. Som svar på modstanden etablerede tysk militær og politi en langt hårdere magtanvendelse, der førte til afvæbningen af det danske forsvar, forsøg på at pågribe og deportere de danske jøder, deportation af det danske politi samt indførelse af dødsstraf for sabotage og angreb på besættelsesmagten. Mange medlemmer af modstandsbevægelsen blev henrettet, og en del danskere mistede livet ved tyske gengældelsesaktioner.
Island var før krigen en suveræn stat, bundet til Danmark i en personalunion. Under krigen blev Island den 10. maj 1940 besat af Storbritannien, og den 7. juni 1941 blev øens forsvar overført til USA. Mellem den 20. og 23. maj 1944 stemte Island sig ved en folkeafstemning ud af personalunionen med Danmark og fik en republikansk forfatning.
Ved Danmarks besættelse i 1940 blev forbindelsen til Grønland brudt, og det førte til Grønlandstraktaten (Kauffmanntraktaten). Den 9. april 1941 indgik Henrik von Kauffmann (dansk diplomat f. 1888) en aftale med USA om, at de måtte stå for opretholdelsen af status quo for øen, så længe de anerkendte Danmarks krav til den. Den danske regering afskedigede Kauffmann som følge af den uberettigede aftale, men i 1945 ratificerede rigsdagen traktaten.
Færøerne blev besat af Storbritannien den 12. april 1940. Øernes farvande blev kraftigt mineret og befæstet på vigtige strategiske steder. Øerne led alvorlige tab i forbindelse med luftbombardementer og ubådsangreb.
Besættelsen sluttede for det meste af Danmark den 5. maj 1945, efter at de tyske tropper i Holland, Nordvesttyskland og Danmark den 4. maj havde kapituleret til de vestallierede styrker.
Det var den engelske feltmarskal Bernard Montgomery, der i sin egenskab af chef for 21st Army Group, accepterede den ubetingede overgivelse af alle tyske styrker i Holland, Nordvesttyskland, Vadehavsøerne, Slesvig-Holsten og Danmark den 4. maj 1945 klokken 18:30 på Lüneburger Heide. Kapitulationen af de tyske styrker trådte i kraft den 5. Maj 1945 klokken 08:00.
På Bornholm nægtede de tyske styrker at overgive sig til Sovjetunionen. Det resulterede i, at sovjetiske flystyrker bombede Nexø og Rønne den 7. og 8. maj. Den 9. Maj invaderede sovjetterne Bornholm med landstyrker, hvilket ledte til overgivelsen af de tyske styrker på Bornholm. Det sovjetiske militær fortsatte sin tilstedeværelse på Bornholm indtil den 5. april 1946.
Den 8. maj 1945 også kendt som VE-dag er den officielle sejrsdato for de allierede over Nazi-Tyskland.

## Invasionen

### Under Stauning
Besættelsen af Danmark var ikke et vigtigt mål for Tyskland. Beslutningen om at besætte Danmark havde først og fremmest det strategiske sigte at sikre det vigtige angreb på Norge og sikringen af indsejlingen til Nordsøen. Derudover var Danmark en vital del af Atlantvolden, det tyske forsvarsværk, der skulle forhindre en allieret invasion.
Så sent som i februar 1940 var beslutningen om angrebet på Danmark ikke endelig. Først den 29. februar blev det fastlagt, at også Danmark skulle besættes. Tyskland var afhængig af luftbaser i Danmark (især flyvepladsen i Aalborg var vigtig) i forbindelse med invasionen af Norge. I den oprindelige plan skulle kun Nordjylland besættes. Planen blev ændret den 29. februar med blyant.
Selv om der i Sønderjylland fandtes et tysk mindretal, og selv om denne del af Danmark havde været tysk fra 1864 til 1920, da den af de tyske nazister foragtede Versaillestraktat ændrede det, var der ikke noget massivt krav om en ændret grænsedragning fra tysk side. Der var dog kræfter i det tyske mindretal, der så hen til en revision af 1920-grænsen, men fra officiel tysk side var man afvisende over for disse ønsker.
Ca. 38.000 tyske soldater var stillet til rådighed for generalen i Luftwaffe, Leonard Kaupisch, der ledede invasionen. Herunder faldskærmregimentet 1. Fallschirmjägerregiment, hvis rolle det var at sikre flyvepladsen i Aalborg. Den operation blev historiens første luftbårne militæroperation.
Den 9. april 1940 klokken fire om morgenen overskred de tyske tropper grænsen til det neutrale Danmark og landsatte tropper i en række havne. I alt 13 danske soldater og to piloter blev dræbt under forsøg på at standse den tyske fremrykning, mens 203 tyskere meldtes dræbt. Skønt Jyllands flade landskab, der er direkte forbundet med Tyskland, var det perfekte område for den tyske hær at operere i, lykkedes det de små spredte danske styrker at forsinke den tyske fremrykning. De tyske, væbnede styrker var dobbelt så store og mere avancerede end de danske i kraft af kampvogne og massiv luftstøtte. Selv en beslutsom indsats fra det danske forsvar ville formodentlig kun have resulteret i en enkelt eller to dages forsinkelse af et uundgåeligt militært nederlag. Efter knap to timer valgte rigsrådet bestående af kong Christian 10., statsminister Stauning, udenrigsminister Munch, forsvarsminister Alsing Andersen og cheferne for hæren Prior og søværnet Rechnitzer, at Danmark skulle overgive sig. Regeringen håbede at kunne forhandle sig frem til en fordelagtig besættelsesaftale med Tyskland.
Som et resultat af de danske myndigheders samarbejdsvenlige indstilling erklærede den tyske besættelsesmagt, at Tyskland ville "respektere den danske nationale suverænitet og territoriale integritet, såvel som neutralitet." De tyske myndigheder var indstillet på at give lempelige betingelser i forholdet til Danmark af flere grunde:
- Den tyske regering havde ingen særlige strategiske eller ideologiske interesser i landet, så den kunne undgå at anvende ressourcer på de forpligtelser og byrder, administrationen af landet krævede
- Tysklands essentielle interesse i Danmark var at få del i landets overskud af landbrugsprodukter. Det formål ville dog under alle omstændigheder blive opfyldt af Danmark ud fra en økonomisk nødvendighed
- Tyskerne håbede at opnå en propagandamæssig fordel af Danmark, der skulle fremstå som et "modelprotektorat" og reklame for "Neuropa", det nye Europa.[6] Ude i Europa blev landet derfor kaldt "Hitlers kanariefugl", og de tyske soldater glædede sig over fredelige forhold og kaldte udstationeringen i Danmark for "Flødeskumsfronten"[7]
- Ud over disse grunde tilhørte danskerne ifølge den nazistiske ideologi den "ariske race", i modsætning til de "laverestående racer" som polakker og russere

Besættelsen af Danmark blev gennemført hurtigt, og mange danskere vågnede den 9. april uden at være klar over, at den allerede var et faktum. Den pludselige tyske besættelse oplevedes som et chok og en ydmygelse i store dele af befolkningen, om end der var delte meninger om, hvordan Danmark politisk skulle forholde sig til den. Forsvarsminister Alsing Andersen brugte betegnelsen 'det knæk vi fik' om dagen, og udenrigsminister Munch kaldte det i sine erindringer en ydmygelse. I hæren var der stærk utilfredshed med, at et bedre forsvar ikke var etableret.
Der rejste sig hurtigt en meget dansk-national stemningsbølge i befolkningen, og fænomener som "algang" og "alsang" greb om sig. Samtidig blev kong Christian 10. et fremtrædende nationalt symbol. Der var endnu ikke antydning af aktiv modstand mod besættelsesmagten.
Der var tysk interesse i at have et rimeligt forhold til Danmark, og for Danmark betød det, at regeringen blev siddende, og at Folketinget fortsatte med at fungere som før. Regeringen var i stand til at beholde meget af sin tidligere kontrol med indenrigspolitikken. De danske politikere besluttede, at det danske politi skulle samarbejde med de tyske besættelsesstyrker.
Allerede den 19. april blev de første 80 tyske emigranter anholdt af det danske politi og interneret i Horserødlejrenaf nazisterne. Domstolene forblev på danske hænder, og kongen blev i landet. Den danske offentlige mening bakkede overvejende op om den nye regerings linje, særligt efter Frankrigs fald i juni 1940. Der var udbredt følelse af, at de ubehagelige realiteter omkring den tyske besættelse måtte behandles på en "realistisk" måde set i lyset af den aktuelle udenrigspolitiske situation. De danske politikere mente, at de måtte forsøge at bevare Danmarks privilegerede position ved at præsentere de tyske myndigheder for en enig front af politiske partier. Venstre og De Konservative blev taget med i en samlingsregering, der samarbejdede tæt med Folketinget.
Den danske regering bestod i begyndelsen af Socialdemokratiet og Det radikale Venstre med Thorvald Stauning i spidsen. Selv var Stauning foruroliget over udsigterne til et nazistisk domineret Europa, men alligevel fulgte Socialdemokratiet en forhandlingsstrategi og håbede på at bevare det demokratiske styre og den danske selvbestemmelse så længe som muligt. Der var mange spørgsmål, som måtte afklares i månederne efter den tyske besættelse. Regeringen accepterede en række krav:
- Artikler og nyheder, der "bragte det dansk-tyske forhold i fare", blev forbudt
- Efter angrebet på Sovjetunionen skulle Danmark være medlem af Antikominternpagten Derudover blev Danmarks Kommunistiske Parti forbudt og dets medlemmer, herunder medlemmer af Folketinget, interneret uden dom[9]
- Relationerne til de allierede blev afbrudt
- Industrien og udenrigshandelen blev indrettet på at betjene det tyske marked. Danmark havde traditionelt haft England som en væsentlig handelspartner. Myndighederne så en øget handel med Tyskland som vital for at opretholde livsvigtige forsyninger og hermed den sociale orden i Danmark. Øget arbejdsløshed og fattigdom ville lede til mere åben modstand mod tyskerne, som igen ville føre til en skarp reaktion fra tysk side

Ud fra Landkrigsreglementet § 52 havde en besættelsesmagt ret til at gøre sine krav gældende ved - dog inden for rimelige grænser - at rekvirere dem. Tyskerne kunne dermed forlange fødevarer, tøj, pelse, soveposer, uldtæpper, rygsække, muligvis også radioapparater udleveret. De indgik også overenskomster med landets leverandører. I så fald skulle varerne også leveres, og tyskerne kunne ikke straffes. Krigsvigtige varer eller tjenester kunne de imidlertid ikke forlange.

### Efter Stauning
I 1942 døde Stauning. Han blev fulgt som statsminister af Vilhelm Buhl, men allerede samme år blev Erik Scavenius leder af samlingsregeringen og virkede som statsminister gennem resten af besættelsen. Scavenius var diplomat, ikke valgt politiker, og havde et elitært forhold til regeringsførelsen. Han var meget bekymret for, at den efter hans mening emotionelle offentlige mening ville destabilisere hans forsøg på at skabe en balance mellem dansk suverænitet og nazistiske krav. Scavenius opfattede sig som en beskytter af Danmark. Både under og efter krigen var der megen kritik af samarbejdsregeringen, særligt fra medlemmerne af den aktive modstandsbevægelse som mente, at han havde lagt hindringer i vejen for den aktive modstand og dermed truet Danmarks nationale ære og skadet vores forhold til de allierede. Scavenius og de fleste politikere mente derimod, at kritikerne blot var naive og følelsesbetonede eller i værste fald opportunister.
De danske myndigheder var i stand til gennem samarbejdspolitikken at opnå indrømmelser, men nægtede konsekvent at indgå i en told- og møntunion med Tyskland. De danske myndigheder bekymrede sig for de negative økonomiske og politiske konsekvenser. De tyske myndigheder ønskede heller ikke at ødelægge de særlige relationer til de danske myndigheder ved at gennemtvinge forslaget, som de havde gjort i andre besatte lande. Det danske nazistparti blev holdt uden for regeringen. Et valg blev afholdt i begyndelsen af 1943 og fik et klart anti-nazistisk resultat. Repræsentanter for det danske militær fik adgang til følsomme tyske militære informationer, som de med held videresendte til de allierede.[kilde mangler]
De økonomiske konsekvenser af besættelsen blev mindsket på grund af det tysk-danske samarbejde. Tilstrømningen af tyske investeringer til industri, landbrug og mest synligt til et enormt fæstningsbyggeri især på Jyllands vestkyst skabte alvorlige problemer med øget inflation i krigens første år. Den danske regering kunne genforhandle vekselkursen mellem den tyske mark og den danske krone og løste dermed problemet. Pengene til de store investeringer hentede tyskerne i den danske Nationalbank.
Den største succes i forbindelse med den danske politik i forhold til Tyskland var, at de danske jøder undgik forfølgelse i over tre år. I de år, samarbejdspolitikken fungerede, nægtede regeringen konsekvent at acceptere tyske krav om indgreb over for den jødiske del af befolkningen. De tyske myndigheder følte sig i stigende grad generet af den danske holdning til spørgsmålet, men ville ikke gennemtvinge deres ønsker, da de forudså, at det ville blive set som "politisk uacceptabelt". Det gjaldt heller ikke den rigsbefuldmægtigede, SS-Obergruppenführer (general) og tidligere medlem af Gestapo, dr. Werner Best, som fra november 1942 var den øverste tyske repræsentant i Danmark. Best mente, at ethvert forsøg på at fjerne jøderne ville være særdeles skadeligt for forholdet mellem de to regeringer og anbefalede derfor ikke at lave nogen form for aktion mod de danske jøder.

## Øgede spændinger
Som årene gik, blev befolkningen i stigende grad fjendtligt indstillet over for den tyske besættelsesmagt. Tyske soldater udstationeret i Danmark oplevede mere og mere en køligt indstillet befolkning, men den fortsatte villighed til samarbejde hos regeringen gjorde forholdet tåleligt for dem. Den danske regering søgte at bekæmpe sabotage og andre former for voldelig modstand mod besættelsen, men i løbet af efteråret 1942 havde modstanden nået et niveau, hvor Tyskland for første gang officielt erklærede Danmark for "fjendtligt territorium". Efter de tyske nederlag ved El-Alamein og Stalingrad øgedes den aktive danske modstand kraftigt. I marts 1943 tillod besættelsesmagten, at der blev afholdt valg. Resultatet gav en stærk opbakning til de demokratiske partier.
Efter folkeretten var det forbudt civile at deltage i militære træfninger. Civile, der greb til våben, var friskytter og dermed efter folkeretten hjemfaldne til krigsret, hvor de kunne skydes på stedet. Når besættelsen først var et faktum, var befolkningen i området forpligtet til at adlyde besættelsesmagtens forordninger. Den havde også ret til at udøve repressalier som henrettelse af gidsler som et tiltag mod ulydighed. Dette skel mellem militær og civil øvrighed overlevede ikke anden verdenskrig. I besatte områder havde de fleste opfattet det som en ret - ikke et lovbrud - at sætte sig til modværge mod besættelsesmagten, og dette princip dannede grundlaget ved retsopgørene efter anden verdenskrig.
Valget i marts 1943, utilfredshed med den tyske besættelse og en voksende fornemmelse af, at krigen ville ende med et tysk nederlag, førte til omfattende strejker og civile uroligheder i sommeren 1943. Den danske regering nægtede at reagere på en måde, der kunne tilfredsstille den tyske besættelsesmagt. Tyskerne erklærede undtagelsestilstand og rejste krav om indførelse af dødsstraf. Det førte til, at regeringen den 29. august 1943 indgav sin afskedsbegæring. Samme morgen gennemførte værnemagten et angreb på danske militæranlæg og skibe. Forsvaret blev afvæbnet, og personellet blev enten interneret eller gik under jorden.
Disse begivenheder markerede et vendepunkt: Nu begyndte et "departementschefstyre", idet Danmark blev administreret af ministeriernes departementschefer, og de "lovanordninger", som de udstedte, blev godkendt af Højesteret. På den måde undgik Danmark nazificering af administrationsapparatet. Forhandlingerne med den tyske rigsbefuldmægtigede Werner Best førtes fra 29. august 1943 af udenrigsministeriets direktør, Nils Svenningsen.
Efter regeringens tilbagetræden var Danmark i fuldt omfang underlagt det tyske udenrigsministerium, der i oktober besluttede at deportere alle jøder fra landet. Informationer, der var sluppet ud om de tyske planer, og en beslutsom indsats fra befolkningen, sikrede, at langt de fleste af landets jøder blev sejlet til det neutrale Sverige.
Sabotageaktionerne mod besættelsesmagten tog til i antal og omfang efter den danske regerings tilbagetræden. Af vellykkede sabotageaktioner kan nævnes den mod jernbanerne på D-dag. Det lykkedes sabotørerne at forstyrre jernbanenettet i dagevis, hvorved de tyske forstærkningers transport blev forsinket betydeligt. Nyere forskning vedrørende jernbanesabotagen har imidlertid sat spørgsmålstegn ved effektiviteten af sabotagen, idet optegnelser om togbevægelserne i Danmark viser, at det var relativt nemt at omdirigere sabotageramte togstammer. Ud over jernbanerne var målene for en betydelig del af sabotageaktiviteterne virksomheder, der producerede krigsvigtige varer for tyskerne.
Modstanden mod den tyske besættelse førte til dannelsen af Danmarks Frihedsråd, og den illegale presse blomstrede. De vestallierede regeringer, der tidligere havde været skeptiske over for den danske vilje til at bekæmpe Nazityskland, begyndte i stigende grad at anerkende Danmark som en allieret, selv om det aldrig lykkedes fuldt ud på grund af modstand fra øst.
Frihedsrådet blev en betydende faktor for holdningsdannelsen i det danske folk. I rådet sad repræsentanter for de illegale organisationer som Frit Danmark, kommunisterne, Ringen og partiet Dansk Samling. Frihedsrådet opretholdt en nær kontakt til SOE i London.
I januar 1944 foreslog Nils Svenningsen at bygge en dansk lejr for at undgå deportationer til Tyskland. Werner Best gik ind på det på betingelse af, at lejren blev placeret tæt på grænsen. Frøslevlejren blev oprettet i august 1944.
I sommeren 1944 var der store folkestrejker i flere af landets store byer. Der blev nu også oprettet kontakter mellem Frihedsrådet og politikerne, der efterhånden kunne se en ende på krigen. Spørgsmålet om landets styre i efterkrigstiden rejste sig. Forhandlingerne resulterede i en aftale om, at ministerposterne skulle deles ligeligt mellem Frihedsrådet og politikerne.
Krigens sidste tid blev barsk og var præget af stor brutalitet. Sabotage blev gengældt med modterror, herunder de såkaldte clearingmord og schalburgtage-aktioner. Da det danske politi efter tysk mening ikke var samarbejdsvilligt nok, blev det opløst 19. september 1944. Ud af den danske politistyrke på 10.000 mand blev 1.960 politifolk arresteret og sendt til tyske koncentrationslejre. Mange slap væk fordi aflytningscentralen i Helsingør nogle dage før havde opdaget tyskernes planer. Nogle tyskvenlige politifolk blev sorteret fra længe inden.
Efter anmodning fra modstandsbevægelsen bombede det britiske Royal Air Force (RAF) Gestapos hovedkvarter i København. Det menes at 304 blev såret og 117 omkom. Langt størstedelen af ofrene var fra den fejlbombede skole Den Franske Skole.
Der var mangel på og rationering af de fleste varer, og man måtte klare sig med erstatningsvarer af ringe kvalitet. Varemanglen forværredes i vinteren 1945 af omkring 250.000 tyske civile fra østområderne, der strømmede ind i Danmark på flugt for den fremrykkende Røde Armé. Der var udbredt kriminalitet pga. politiets fravær.

## Økonomi
Den danske økonomi var på dette tidspunkt en landbrugsorienteret økonomi, og hvor industrien stadig var under udvikling. Danmarks vigtigste naturressourcer er den landbrugsegnede jord og det fiskefyldte farvand. Storbritannien og Tyskland var Danmarks vigtigste handelspartnere, hvortil Danmark i stor stil eksporterede fødevarer og importerede industrivarer og råmaterialer fra.
Den danske industri var meget sårbar og afhængig af importen af råmaterialer, da Danmark ikke havde en betydelig egenproduktion. Derfor var den danske økonomi stærkt udfordret under besættelsen og særligt hæmmet af de stigende priser på råmaterialer som kul og olie. Besættelsen fra Tyskland medvirkede også til, at Danmark mistede vigtige handelspartnere som Storbritannien, og at fiskeriproduktionen blev stærkt svækket på grund af krigen i Nordsøen.
Regeringen havde i nogen grad forudset problemet før krigen og havde opbygget betydelige reserver, der sammen med indførelse af rationering var med til at mindske nogle af de værste økonomiske problemer. Forstyrrelsen og afbrydelsen af Danmarks udenrigshandel var også skadelig for økonomien. I forhold til ødelæggelsen af andre besatte landes økonomi var de længerevarende skadevirkninger i Danmark meget begrænsede.
Krigen medførte kun få skader på den danske industri- og fødevareproduktion. Danmark havde et godt økonomisk ståsted efter krigen, og dansk industri så en kraftig udvikling. Siden 1960'erne har dansk industri fyldt størstedelen af dansk eksport.

## Danskernes velfærd under krigen
I første del af besættelsen fortsatte danskernes liv stort set uændret. Man mærkede ikke rigtigt til krigen, og besættelsen var relativ fredelig, hvilket også gjorde, at tyskerne kaldte det "flødeskumsfronten". Livet for de tyske soldater udstationeret i Danmark og danskerne selv var fredeligt og kunne slet ikke sammenlignes med forholdene ved fronterne eller i andre besatte lande.
Det var først i den senere fase af besættelsen, at krigen for alvor kunne mærkes i Danmark. Englændernes Royal Air Force (RAF) og USA's flyvevåben (USAF) begyndte i langt højere grad at flyve over Danmark til Tyskland for at udføre strategiske bombekampagner. Krigen medførte madrationeringer og mangel på råmaterialer som kul og olie. Mange danskere, primært entreprenører og byggearbejdere, blev tvunget til at bygge de store betonanlæg, som tyske ingeniører havde planlagt i forbindelse med atlantvolden. Den stigende sociale utilfredshed betød også stigende antal sabotageoperationer fra modstandsbevægelsen. Folkestrejken i 1944 markerede for tyskerne og de allierede den danske befolknings utilfredshed med besættelsen.
Selv med mangel på råmaterialer og rationering af mad havde Danmark den højeste levestandard under 2. verdenskrig.

## Befrielsen
Danmark blev befriet den 5. maj 1945 af britiske styrker under ledelse af den berømte engelske feltmarskal Bernard Montgomery. En undtagelse var dog Bornholm, der fra den 9. maj 1945 og til den 5. april 1946 var besat af russerne (se: Den sovjetiske besættelse af Bornholm).
Den 4. maj klokken 18.30 underskrev tyskerne kapitulationen i Montgomerys hovedkvarter på Lüneburger Heide. Klokken 20.36 blev det meddelt på det danske nyhedsprogram på BBC, at Danmark var befriet. Meddelelsen om, at tyskerne havde overgivet sig, kom altså den 4. maj 1945 om aftenen. Kapitulationen trådte i kraft den 5. maj klokken otte om morgenen.
| Citat                                                                      | I dette øjeblik meddeles det, at Montgomery har oplyst, at de tyske tropper i Holland, Nordvesttyskland og i Danmark har overgivet sig. Her er London. Vi gentager: Montgomery har i dette øjeblik meddelt, at de tyske tropper i Holland, Nordvesttyskland og Danmark har overgivet sig. | Citat |
| Befrielsesbudskabet fra BBC den 4. maj 1945 oplæst af Johannes G. Sørensen | |       |

Ugen efter befrielsen ankom feltmarskal Montgomery til København, hvor han fik en helts velkomst. Gaderne var fyldte af glade danskere, der var ivrige efter at se til og fejre den engelske befrielsesmagt.
De næste mange dage og uger blev ikke kun brugt på at fejre befrielsen. Den blev også brugt til at skamme og straffe de kvinder, der havde været sammen med de tyske soldater. De blev kaldt feltmadrasser og tyskerpiger/tyskertøser. De mænd, der havde samarbejdet med tyskerne, blev kaldt værnemagere, landsforrædere og stikkere. Efter krigen blev op til 40.000 anklaget for at have holdt med tyskerne og stillet for retten. Under Retsopgøret blev omkring 13.000 idømt bøde eller fængselsstraf, mens 46 blev henrettet.
En af årsagerne til, at den danske regering genindførte dødstraffen i en kort periode, var at sørge for, at alle blev straffet af retssystemet og ikke af modstandsbevægelsen.[kilde mangler]
Selv om Danmark undgik de mange krigsfølger, som andre dele af det tyskbesatte Europa led under, var danskerne udsat for en række vanskeligheder og gener som følge af besættelsen og krigen. Danmark var det besatte land i Europa, der blev mindst ramt af krigen og dens skadevirkninger.[kilde mangler]
Mange danskere blev dræbt og fængslet som følge af deres indsats i modstandsbevægelsen, mange søfolk omkom på allierede skibe, og andre døde som følge af tysk terror. Landet blev også udsat for luftbombardementer, men kun skaderne på Rønne og Nexø kan sammenlignes med skader i Norge eller Holland.[kilde mangler]

### Den sovjetiske besættelse af Bornholm
Bornholm blev udsat for omfattende bombardementer som følge af, at øen hørte til Sovjetunionens interesseområde, at den danske regering som en del af samarbejdspolitikken havde støttet oprettelsen af en SS-enhed af frivillige danske, der havde kæmpet hårdt mod den sovjetiske hær, og at den tyske ø-kommandant von Kamptz nægtede at overgive Bornholm til de sovjetiske styrker. Bornholms befrielse udviklede sig derfor anderledes blodigt end i resten af Danmark.
Den 9. maj besatte sovjetiske styrker Bornholm, efter at Rønne og Nexø var udsat for luftbombardementer den 7. og 8. maj. Store dele af Nexø og Rønne lå i ruiner. Ti bornholmere og et uoplyst antal tyskere døde under bombardementerne. 2.370 huse blev beskadiget; 587 lå totalt i ruiner. Dermed stod 10 % af Bornholms befolkning uden tag over hovedet. Russerne forblev på øen, og mange bornholmerne var bange for, at Danmark havde glemt dem. Det var dog ikke tilfældet, og forhandlinger i begyndelsen af 1946 mellem Sovjetunionen og den danske regering endte med, at de sovjetiske tropper forlod øen 5. april 1946.
De engelske tropper forblev i resten af Danmark og kontrollerede den danske hær indtil 1. september 1947, hvor afskeden med de engelske tropper blev fejret på Christiansborg. Det var del af et begyndende stormagtsspil, hvor England ville forhindre Sovjet i at sætte tropper i Danmark, og Sovjet ønskede at forhindre, at England satte tropper på Bornholm.[kilde mangler]

## Danske tab under besættelsen
Samlet blev 861 medlemmer af modstandsbevægelsen dræbt under besættelsen; de bliver mindet i Mindelunden i Ryvangen. Ca. 1.000 civile mistede også livet som følge af bombardementer, optøjer eller tyske gengældelsesdrab. 39 danske soldater blev dræbt eller såret under den tyske invasion, og yderligere fire blev dræbt den 29. august 1943. Mindst 600 danskere mistede livet i tyske koncentrationslejre. De største danske tab fandt sted blandt de sømænd, der igennem krigen sejlede for De Allierede. I alt 1.850 danske sømænd mistede livet, de fleste som følge af angreb fra tyske ubåde (i England findes en mindetavle for dem i domkirken i Newcastle upon Tyne). 100 danskere blev dræbt som soldater i allieret tjeneste og mere end 2.400 i tysk tjeneste.
En kilde angiver antallet af danskere i koncentrationslejr under 2. verdenskrig til 6.000, hvoraf omkring 600 døde (ca. 10 %). Sammenlignet med kz-fanger fra andre lande var det en relativt lav dødelighed.

## Retsopgøret
Efter besættelsens ophør blev omkring 40.000 arresteret, mistænkt for at have samarbejdet med tyskerne. Derimod slap de politikere, som havde støttet kollaborationspolitikken med nazisterne, for at blive arresteret. Af de 40.000 blev omkring 13.500 idømt en form for straf. Der blev afsagt 78 dødsdomme. Af disse blev 46 eksekveret. Langt de fleste dømte fik fængselsdomme på under fire år. Mange har senere kritiseret retsopgøret for i for høj grad at fokusere på ”almindelige” mennesker, mens politikere og lederne af større virksomheder gik ustraffede. Et andet vanskeligt emne i forbindelse med retsopgøret var forholdet til dem, der havde fulgt regeringens anvisninger og opfordringer og havde samarbejdet med tyskerne eller var gået i tysk krigstjeneste.
Det lykkedes at straffe de personer og virksomheder (såkaldte værnemagere), der havde samarbejdet økonomisk med den tyske besættelsesmagt. Konsekvenserne og omfanget af de efterfølgende retssager var ret beskedne i forhold til mange andre besatte lande. Og med den kolde krig begyndte et nyt samarbejde med den vesttyske Bundeswehr.
Nogle medlemmer af den danske modstandsbevægelse forsøgte efter krigen at bryde samarbejdspartiernes greb om magten. Disse forsøg mislykkedes dog under indflydelse af den kolde krig. Den eneste tydelige effekt af besættelsen kom til udtryk ved valget i 1945, hvor kommunisterne, der havde vundet megen sympati under besættelsen, opnåede 1/8 af stemmerne og 18 mandater. Men den kommunistiske valgsejr blev ikke omsat i politisk indflydelse.

## Fodnoter
1. ↑  Det danske landbrug i den tyske krigsøkonomi 1940-45 (udgivet 2005) af Mogens Rostgaard Nissen
2. ↑  I Krigens Fodspor – forsvarsbyggerier i Danmark
Kulturarvsstyrelsen v/ Mette Bom
3. ↑  Hendriksen 1945, s. 18.
4. ↑  Show us the music | Atlas Magasin
5. ↑  fx "Nordens Historie del 2 1864-1964" Nordisk Forlag A/S, Gyldendals boghandel. Af Peter Ilsøe og Johs.Lomholt-Thomsen.
6. ↑  https://academic.oup.com/ia/article/19/9/513/2711850
7. ↑  "Flødeskumsfronten | Nordjyske.dk". Arkiveret fra originalen 3. marts 2020. Hentet 3. marts 2020.
8. ↑  Andersen 2002, s. 367.
9. ↑  Albert Scherfig Årsdag: Politiets internering af kommunister var »europæisk kvalitetsarbejde«, Modkraft.dk (2015)
10. ↑  Hans Fredrik Dahl: Krigen som aldri tar slutt (s. 246), forlaget Aschehoug, Oslo 2017, ISBN 978-82-03-29679-6
11. ↑  Hans Fredrik Dahl: Krigen som aldri tar slutt (s. 61)
12. ↑  Det var historikeren Aage Trommer, der med disputatsen Jernbanesabotagen i Danmark under den anden verdenskrig : en krigshistorisk undersøgelse, Odense University Press, 1971. (Odense University Studies in History and social Sciences. Vol, 3). ISBN 87-7492-049-9, første gang fremsatte denne teori. Disputatsen mødte stor modstand, især fra tidligere modstandsfolk, men var først og fremmest var af følelsesmæssig karakter. Deres modstand i foreningen "Frihedsmuseets Venner" betød bl.a., at Aage Trommer i slutningen af 1980'erne måtte lades ude af betragtning, da Frihedsmuseet søgte at forny en udstilling. (Jubilæumsbogen Nationalmuseets Arbejdsmark 1807-2007, ISBN 978-87-7602-079-8, s. 235
13. ↑  Side 178 i "Gads leksikon om dansk besættelsestid 1940-1945." Udgivet 2002.
14. ↑  "19. september" af Carl Aage Redlich, udgivet 1945, side 11.
15. ↑  "Befrielsen 1945 - Jubel og glæde". Arkiveret fra originalen 30. maj 2009. Hentet 4. maj 2009.
16. ↑  "Retsopgøret efter befrielsen i maj 1945". danmarkshistorien.dk. Hentet 4. maj 2025.{{cite web}}:  CS1-vedligeholdelse: url-status (link)
17. ↑  http://www.dr.dk/befrielsen/da/befrielsesbilleder/default.asp vælg: "Russerne bombede Bornholm (02:19)"
18. ↑  Knudsen 2001
19. ↑  Besættelsestidens døde iflg. Nationalmuseets websted natmus.dk hentet 23. maj 2020
20. ↑  Andersen 2002, s. 281.